# Harangmező község
Harangmező község (románul: Comuna Hidișelu de Sus, németül: Gemeinde Glockendorf) község Bihar megyében, Romániában. Központja Harangmező, beosztott falvai Almamező, Biharszentelek, Nyárló, Váraduzsopa.

## Népessége
A 2011-es népszámlálás adatai alapján a község népessége 3315 fő volt.